# Greg Gaines
Greg Gaines (* 6. Mai 1996 in La Habra, Kalifornien) ist ein US-amerikanischer American-Football-Spieler in der National Football League (NFL). Er spielt für die Tampa Bay Buccaneers als Nose Tackle. Mit den Los Angeles Rams gewann Gaines den Super Bowl LVI.

## College
Gaines spielte von 2015 bis 2018 für die University of Washington, wobei er 2014 ein Redshirt-Jahr einlegte. Er wurde 2016 als Defensive Lineman als honorable mention All-Pac-12, 2017 als Second-team All-Pac-12 und 2018 als First-team All-Pac-12 ausgezeichnet. Als Senior im Jahr 2018 gewann er die Morris Trophy als bester Defensive Lineman in der Pac-12 Conference.

## NFL
Gaines wurde von den Los Angeles Rams in der vierten Runde des NFL Draft 2019 gedraftet.
In der Saison 2021 gewann Gaines mit den Los Angeles Rams den Super Bowl LVI.
Am 23. März 2023 nahmen die Tampa Bay Buccaneers Gaines unter Vertrag. Im März 2024 unterschrieb Gaines für ein weiteres Jahr bei den Buccaneers.